# ABC (bensinstation)

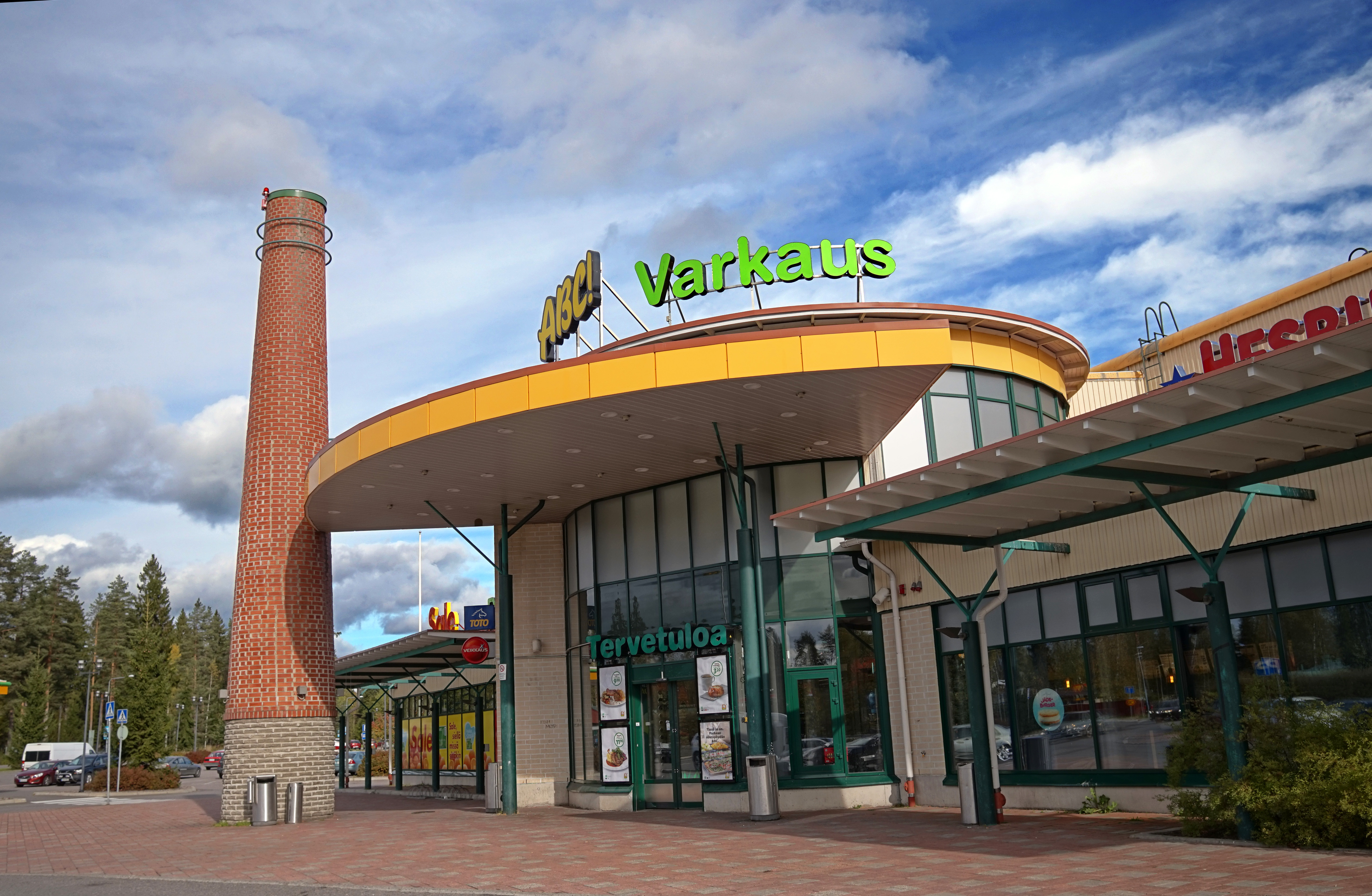
ABC-station i Varkaus i Finland.

ABC är en finländsk bensinstations- och servicekedja som ägs av S-gruppen. De har stationer som täcker hela Finland, och en del av dem har servicehus med restaurang, matbutik och toalett som drivs i egen regi och som är öppen dygnet runt. Det finns dessutom externa butiker inne i servicestationen och ibland även utanför.